# هاي مايرز
هاي مايرز (بالإنجليزية: Hy Myers)‏ هو لاعب كرة قاعدة أمريكي، ولد في 27 أبريل 1889 في إيست ليفربول في الولايات المتحدة، وتوفي في 1 مايو 1965 في مينيرفا في الولايات المتحدة.

## وصلات خارجية
- هاي مايرز على موقعبيزبول رفرنس.كوم (الدوري الرئيسي) (الإنجليزية)
- هاي مايرز على موقعبيزبول رفرنس.كوم (الدوري الثانوي) (الإنجليزية)